# Steve Binetti
Steve Binetti (* 1. Juni 1966 als Stefan Bieniek in Berlin) ist ein deutscher Komponist, Musiker und Maler. Er war Mitglied zahlreicher Rock’n’Roll- und Blues-Bands des Berliner Undergrounds und veröffentlichte solo oder mit Bands mehrere CDs.

## Musik
Seit 1984 war Steve Binetti Bandmitglied oder Mitbegründer von „Hard Pop“, „this pop generation“ und „B.R.O.N.X.“. Diese erschienen teilweise in Compilations unter dem Label Die anderen Bands. Er spielte in Projekten mit der bolschewistischen Kurkapelle, Steven Garling, Conrad Bauer, Klaus Selmke, Paul Landers (Rammstein), Christoph Schneider (Rammstein) und Christian Lorenz (Rammstein), Peter Hollinger, Frank Neumeier uvm.
Seit 1992 ist er als Komponist und Musiker an verschiedenen deutschen Bühnen tätig, unter anderem der Volksbühne Berlin, am Schillertheater (Berlin), Maxim Gorki Theater, am Centraltheater Leipzig und im Schauspielhaus Bremen. Hauptsächlich komponierte und spielte er auch für Inszenierungen von Frank Castorf, wie in „Clockwork Orange“, „Fruen fra Havet“, „Hochzeitsreise“ und „Terrordrom“. Während dieser Zeit gab Steve Binetti viele Konzerte in Europa und Südamerika unter anderem 1994 in Berlin mit den Pogues und Joe Strummer (ehemaliger Sänger von The Clash). Für den Spielfilm „Herzentöter“ mit Katja Flint in der Hauptrolle komponierte er 2006 die Filmmusik.

## Malerei
Bereits Ende der 1980er Jahre malte Steve Binetti Ölgemälde in einem gemeinsamen Atelier mit dem Maler Jens Hausmann in der Berliner Wörtherstraße im Bezirk Prenzlauer Berg.
Seit 2010 widmete sich Binetti wieder verstärkt der Malerei, nahm an verschiedenen Ausstellungen teil und organisierte seit 2017 eigene Ausstellungen mit Galerien in Berlin.

## Diskografie
- Delphinium and Cynosure (1991) bei BMG
- The Complete Clockwork Orange Soundtrack (1993) bei TGM
- Fruen fra Havet (1994) bei TGM
- Thicket (2006) bei Drunkenkid-Music
- Herzentöter – Remixed and Original Soundtracks from the Motion Picture (2007) bei Ziegler-Verlag, Drunkenkid-Music
- Driving Alone (2007) bei Drunkenkid-Music
- Kean (2009) bei Drunkenkid-Music
- Paris, Texas (2011) bei Drunkenkid-Music

## Auswahl Theaterproduktionen als Komponist/Live-Soundtrack
- In der Stunde des Luches (v. P. O. Enquist, Spielzeit 1992 Volksbühne, Berlin. Regie: Matthias Hering)
- Clockwork Orange (v. A. Burgess, Spielzeit 1993/1996 Volksbühne, Berlin. Regie: Frank Castorf)
- Fruen fra Havet/Frau vom Meer (v. Ibsen, Spielzeit 1994/1996 Volksbühne, Berlin. Regie: Frank Castorf)
- Hochzeitsreise (v. V. Sorokin, Spielzeit 1995/1998 Volksbühne/Prater, Berlin. Regie: Frank Castorf)
- Terrordrom (v. T. Staffel, Spielzeit 1998/2000 Volksbühne, Berlin. Regie: Frank Castorf)
- Blaubart (Spielzeit 2001 Schillertheater, Berlin. Regie: Arek Smiegiel)
- Romeo und Julia (v. Shakespeare, Spielzeit 2003/2004 Schauspiel Bremen. Regie: Arek Smiegiel)
- Bildbeschreibung (v. H. Müller, Spielzeit 2003 Orphtheater, Berlin. Regie: Susanne Truckenbrodt)
- Im Dickicht der Städte (v. Bertolt Brecht, Spielzeit 2006/2008 Volksbühne, Berlin. Regie: Frank Castorf)
- Hunde-Reichtum ist die Kotze des Glücks (Spielzeit 2007/2010 Volksbühne, Berlin. Regie: Frank Castorf)
- Vögel ohne Grenzen (v. Aristophanes, Spielzeit 2009 Volksbühne, Berlin. Regie: Jérôme Savary)
- Kean (v. A. Dumas, Spielzeit 2008/2010 Volksbühne, Berlin. Regie: Frank Castorf)
- Kirschgarten (v. A. Tschechow, Spielzeit 2009/2012 Schauspiel Leipzig. Regie: Sebastian Hartmann)
- Paris, Texas (v. W. Wenders, Spielzeit 2010/2012 Schauspiel Leipzig. Regie: Sebastian Hartmann)
- Ibsen-Machine (v. Ibsen/S. Hartmann, Spielzeit 2010/2011 National Theatre Oslo. Regie: Sebastian Hartmann)
- Der Zauberberg (v. T. Mann, Spielzeit 2011/2012 Schauspiel Leipzig. Regie: Sebastian Hartmann)
- Versilberte Rebellen (v. J. Fauser, Spielzeit 2011/2012 Schauspiel Leipzig. Regie: Steve Binetti)
- Nackter Wahnsinn/Was Ihr Wollt (v. Shakespeare, 2011/2012 Schauspiel Leipzig. Regie: Sebastian Hartmann)
- Der Trinker (v. H. Fallada, Spielzeit 2012/2013 Schauspiel Leipzig. Regie: Sebastian Hartmann)
- Purpur Staub bzw. Staub (v. O’Casey/S. Hartmann, Spielzeit 2014/2015 Staatstheater Stuttgart. Regie: Sebastian Hartmann)
- Der Revisor (v. N. Gogol, Spielzeit 2016 Schauspiel Frankfurt/Main. Regie: Sebastian Hartmann)

## Ausstellungen
2024 
- “Funny Pics - Fancy Frames” / Berlin, Neue Mulackei, Germany
- Black Series / Berlin, ZFZ Essen und Trinken im Museum - Berlin, Germany

2021 
- Endless Summer / Berlin, Galerie KLEINER VON WIESE - Berlin, Germany

2021 
- Art Spring 2021 / Berlin, AG Marienburg - Berlin, Germany

2020 
- Michael A. Russ and Steve Binetti: "Pop Up Workshop" Pop Up Art Berlin, Germany

2019
- "Big Airplane" / Galerie Fata Morgana - Berlin, Germany
- "Love's Shadow" / Living Gallery - Berlin, Germany
- "Between The Likes: 10 Days / 2 Berlin Artists" / Galerie Fata Morgana - Berlin, Germany

2018 
- "Living in the Middle" / Seven Star Gallery / Berlin, Germany

2017 
- "Steve Binetti: Bilder" / Projektraum "Zwitschermaschine" - Berlin, Germany